# Rundvika
Die Rundvika (norwegisch für Runde Bucht) ist eine Bucht an der Küste des ostantarktischen Kemplands. Sie liegt am Südufer der zwischen dem Edward-VIII-Bucht unmittelbar östlich der Kvarsnes. 
Norwegische Kartographen, die sie auch deskriptiv benannten, kartierten sie anhand von Luftaufnahmen der Lars-Christensen-Expedition 1936/37.